# Battaglia di Adamclisi
La battaglia di Adamclisi fu una grande battaglia al tempo della conquista romana della Dacia, combattuta nell'inverno del 101-102 tra l'Impero romano e il regno dei Daci, nei pressi di Adamclisi, nella moderna Romania. L'imperatore Traiano vi fondò poi un vicus e, per commemorare la vittoria, erige un monumento, il Tropaeum Traiani.

## Contesto storico
Dopo la vittoria nella seconda battaglia di Tapae, Traiano decise di aspettare la primavera per continuare la sua offensiva su Sarmizegetusa, la capitale della Dacia. Il re dei Daci Decebalo trasse beneficio da questo e progettò un piano insieme alle tribù alleate limitrofe dei Rossolani e dei Bastarni, per attaccare a sud del Danubio, nella provincia romana di Mesia, nel tentativo di costringere i Romani a lasciare le loro posizioni nelle montagne vicino a Sarmizegetusa.

## La battaglia
L'esercito dei Daci, insieme a Roxolani e Bastarni, attraversò il Danubio ghiacciato, ma poiché il clima non era abbastanza freddo, il ghiaccio si ruppe sotto il loro peso, portando molti a morire in acqua ghiacciata. In un primo momento le forze daciche riuscirono a conseguire qualche successo, ma il governatore della Mesia, il generale Manio Laberio Massimo, ebbe poi successo nel tenerli a distanza.
Traiano, che non poteva permettere che un nemico attaccasse direttamente il territorio di una provincia dell'impero, mosse il suo esercito dai monti Orăștie, lasciando una guarnigione sufficiente a difenderli, e seguì i Daci in Mesia. Lo spostamento è rapido grazie alle strade e alla flotta danubiana, la Classis Moesica. Una prima battaglia fu combattuta durante la notte da qualche parte vicino alla futura città di Nicopolis ad Istrum (che prenderà il nome dall'evento), una battaglia con piccole perdite per entrambe le parti e senza alcun risultato cruciale. Tuttavia, appena i Romani ricevettero rinforzi, furono in grado di circondare l'esercito daco-sarmatico.
La battaglia decisiva fu combattuta ad Adamclisi, una battaglia difficile sia per i Daci che per i Romani. Anche se l'esito della battaglia fu una decisiva vittoria romana, entrambe le parti subirono perdite molto pesanti. Gran parte dell'esercito dacico è distrutto durante la battaglia.

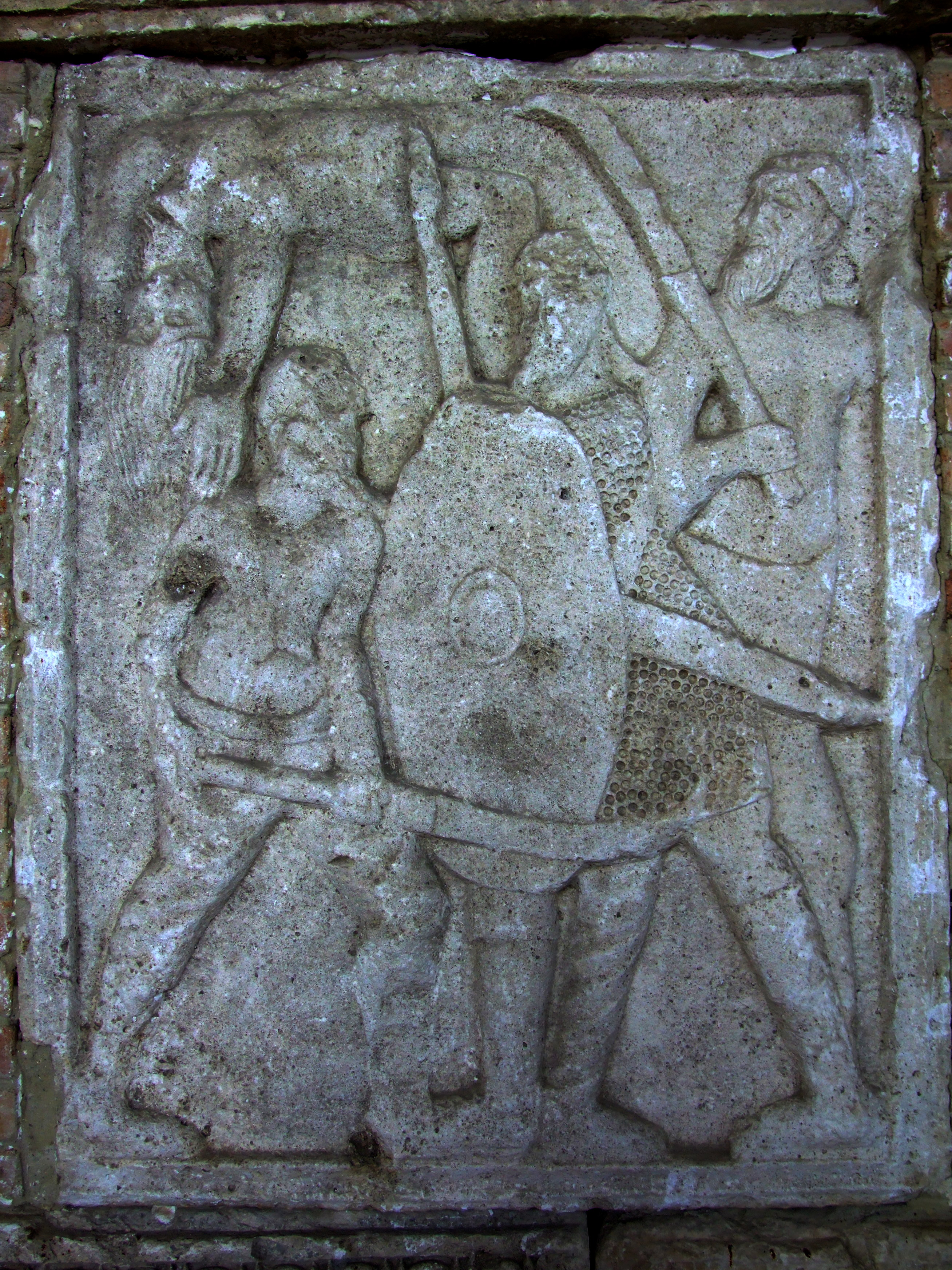
Scena della battaglia dal monumento ad Adamclisi
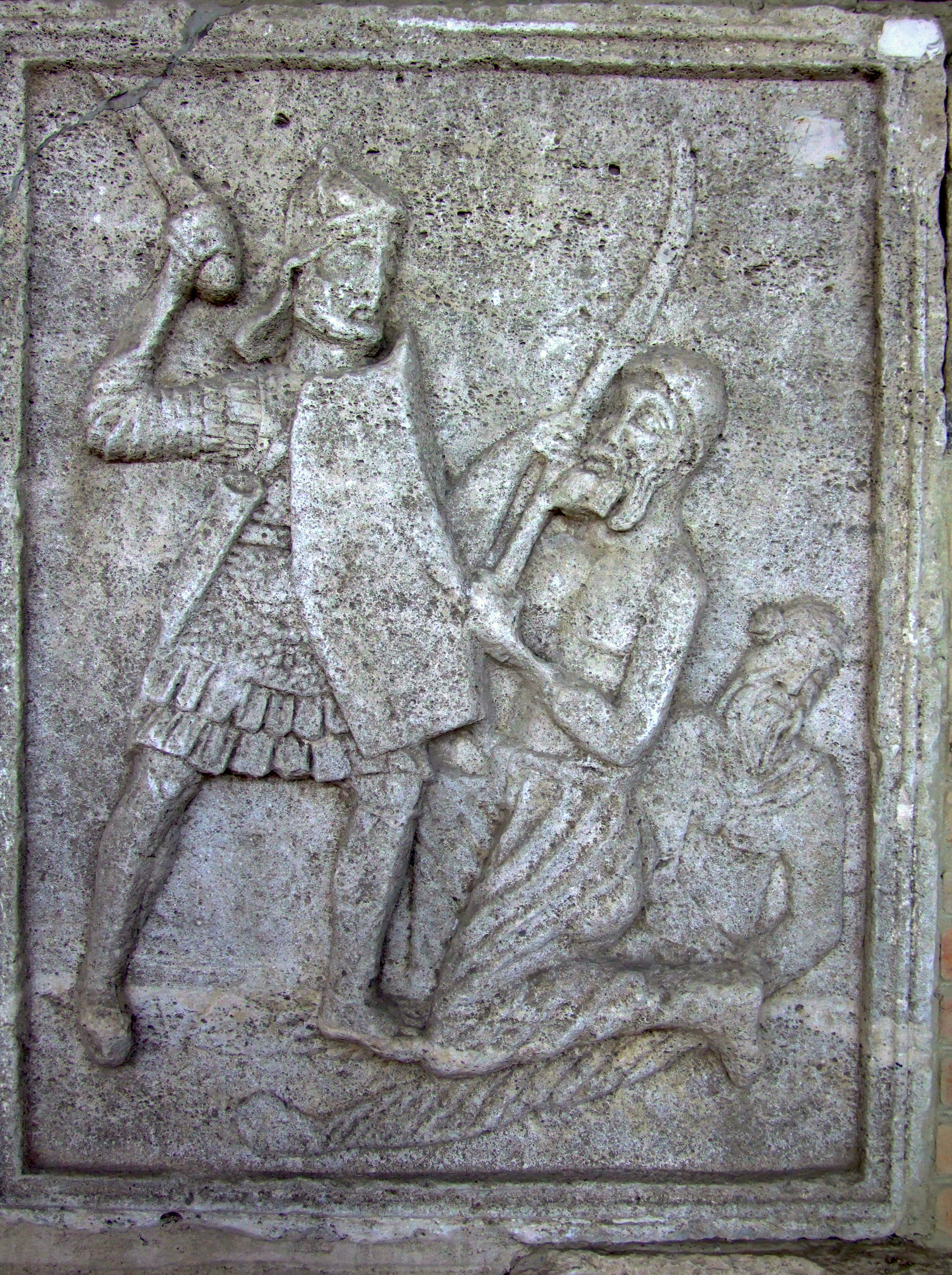
Scena della battaglia dal monumento ad Adamclisi
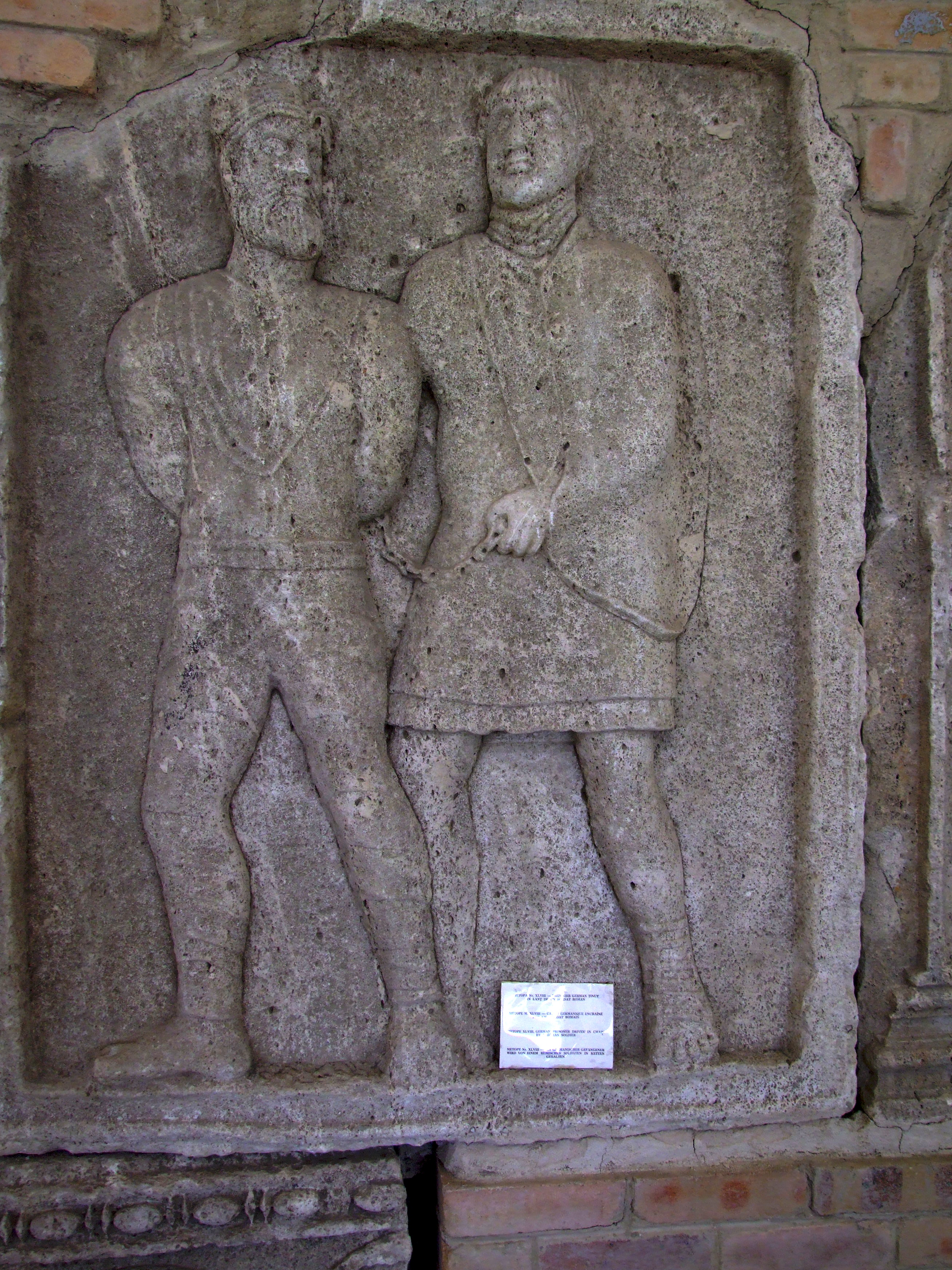
Una scena dal monumento ad Adamclisi, che ritrae un soldato romano e un prigioniero

## Conseguenze
Dopo la battaglia, Traiano avanzò verso Sarmizegetusa Regia, mentre Decebalo chiese una tregua. L'imperatore romano preferì allora accettare le offerte di pace, che questa volta fu favorevole ai Romani:
- Decebalo dovette cedere i territori occupati dall'esercito romano,
- dovette, inoltre, restituire ai Romani tutte le armi e le macchine da guerra costruite dopo l'89, quando i Romani sotto Domiziano furono costretti a pagare un tributo annuale ai Daci.

Il re dace fu infine costretto a riconsiderare la sua politica estera, e di "avere tra i propri amici e nemici, gli amici e nemici dell'impero romano", come descritto da Dione Cassio. Al termine della conquista della Dacia, dopo la seconda guerra degli anni 105 e 106, Traiano, costruì in memoria della battaglia, il Tropaeum Traiani ad Adamclisi nel 109.

## La città romana

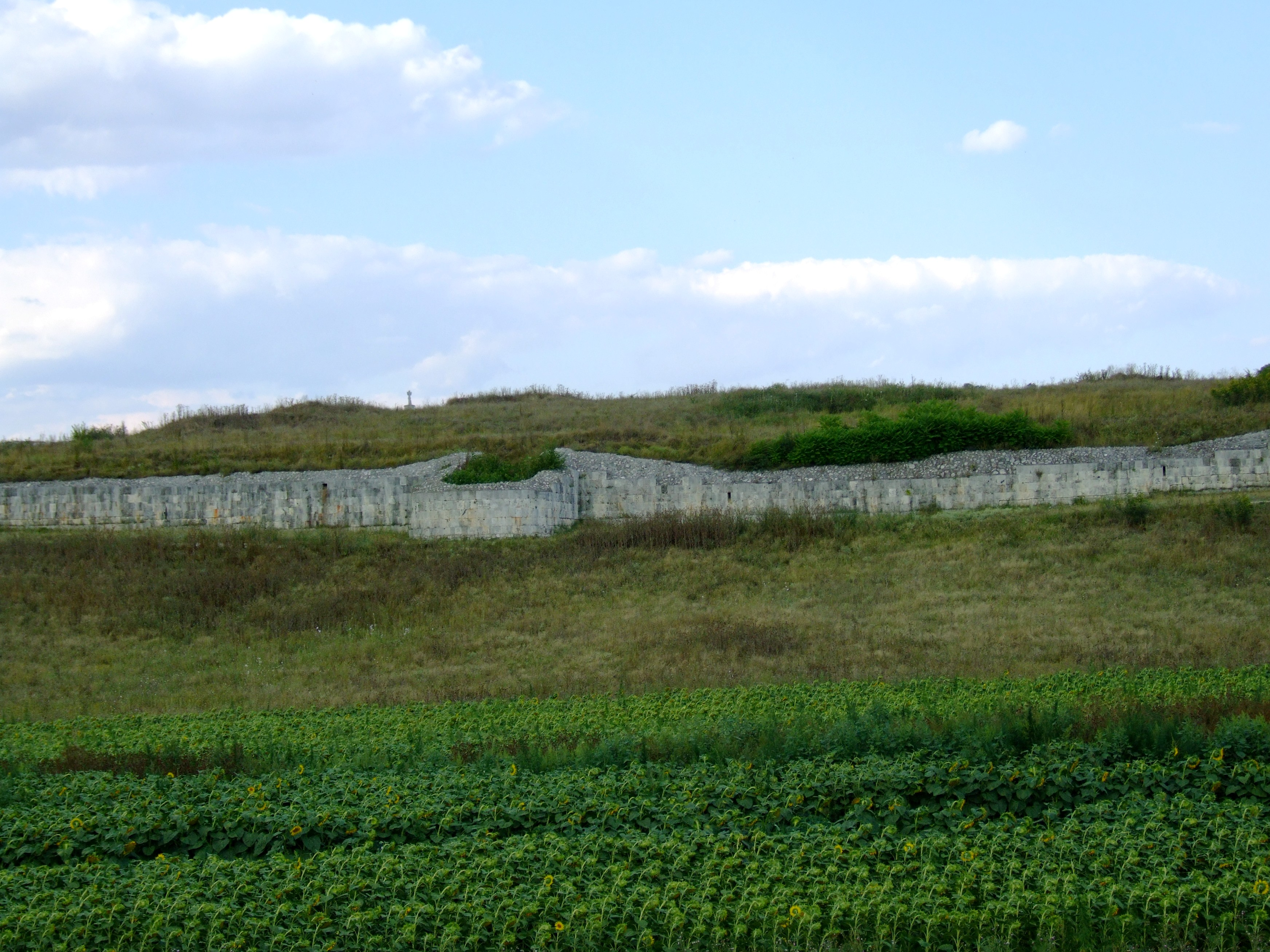
Resti dei muri della città romana.

Nel 109 Traiano fece fondare presso il luogo della battaglia un villaggio (vicus), Civitas Tropaensium, per i veterani delle guerre daciche. La città divenne la più importante della Scizia Minore e diverrà municipio alla fine del II secolo.
Viene chiamata la Pompeii della Romania. Della città romana si conservano ancora oggi le mura di cinta con le torri circolari ed uno degli ingressi principali. Dalle 4 porte di accesso partivano le due viabilità principali della città, perpendicolari tra loro (decumano e cardo), entrambe porticate. All’intersezione tra cardo e decumano sorgeva la Basilica Forensis, divisa in tre navate, di cui se ne conservano i bei resti.
Distrutta dai Goti, fu ricostruita nel 316 d.C. da Costantino il Grande con una muraglia migliore, che resistette fino al 587, quando venne saccheggiata dagli Avari. Dopo tale data, la città cessò di essere una delle più importanti della Dobrugia e non sarà menzionata per sette secoli.
Durante la dominazione dell'Impero ottomano i coloni turchi vi fondarono un villaggio e nel 1878, quando la Dobrugia fu attribuita alla Romania, la popolazione musulmana abbandonò il villaggio, che venne ripopolato due anni dopo da Rumeni originari della Transilvania e del distretto di Teleorman. Il nome attuale della località viene dal turco Adam Kilisse che significa «la chiesa dell'uomo» poiché i Turchi credettero che il monumento romano fosse una chiesa

## Il trofeo di Traiano
Traiano fece erigere un monumento per celebrare la propria vittoria: la colonna di Adamclisi, o trofeo di Traiano (Tropaeum Traiani). Prima del trofeo esisteva un altare, su cui erano iscritti i nomi di tremila legionari e ausiliari morti «combattendo per la repubblica».

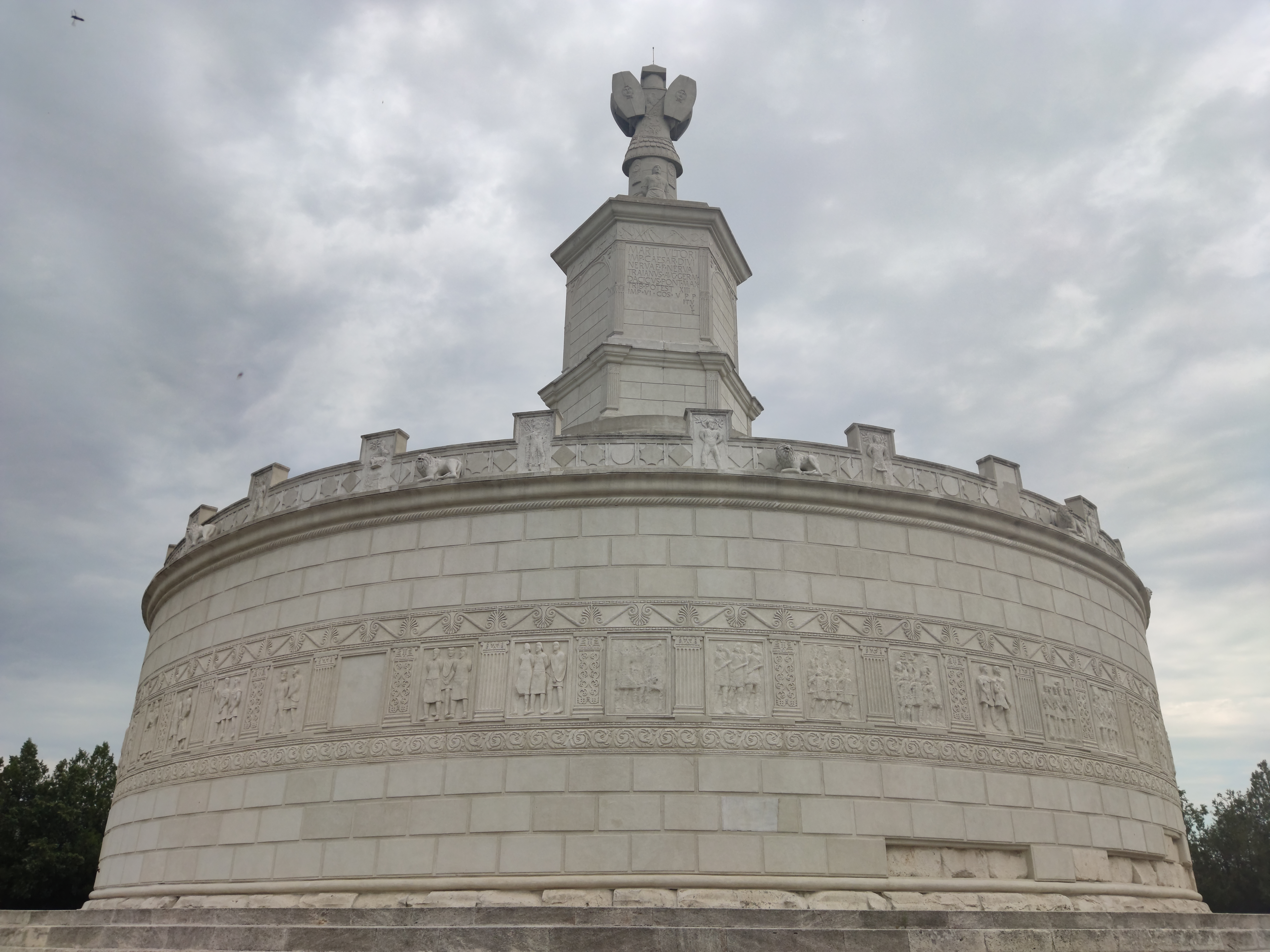
Il trofeo di Traiano ricostruito

Il monumento di Traiano si ispira al mausoleo di Augusto a Roma ed è dedicato a Marte Ultore (il vendicatore); l'iscrizione è conservata in modo frammentario su due dei lati del pilastro esagonale che sovrasta il complesso, ed è così ricostruita:
MARTI ULTOR[I]
IM[P(erator)CAES]AR DIVI
NERVA[E] F(ILIUS) N[E]RVA
TRA]IANUS [AUG(USTUS) GERM(ANICUS)]
DAC]I[CU]S PONT(IFEX) MAX(IMUS)
TRIB(UNICIA) POTEST(ATE) XIII
IMP(ERATOR) VI CO(N)S(UL) V P(ater) P(atriae)
?VICTO EXERC]ITU D[ACORUM]
?---- ET SARMATA]RUM
---------------------]E 31.
Il trofeo era un avvertimento per i popoli che abitavano al di fuori della provincia nuovamente acquisita. Sul monumento sono presenti 54 metope che rappresentano le legioni romane che combattono i nemici. 48 delle metope sono conservate nel vicino museo ed una si trova nel museo archeologico di Istanbul.
Il trofeo fu saccheggiato e distrutto nel XX secolo, e molto materiale fu disperso nelle prossimità, mentre l'edificio attuale è una ricostruzione del 1977. Il vicino museo espone le parti originali restanti.